# Hakarps församling
Hakarps församling är en församling i Södra Vätterbygdens kontrakt i Växjö stift, Jönköpings kommun. Församlingen ingår i Huskvarna pastorat. 
Församlingskyrka är Hakarps kyrka.

## Administrativ historik
Församlingen har medeltida ursprung. Den 30 november 1556 införlivades en del av Sanna församling.
Församlingen var till 1566 annexförsamling i Skärstads pastorat för att därefter fram till 1 maj 1919 utgöra ett eget pastorat. Den 1 maj 1919 utbröts Huskvarna församling och från den tidpunkten till 1962 var denna församling annexförsamling i pastoratet Huskvarna och Hakarp. Från 1962 till 2014 utgjorde Hakarps församling ett eget pastorat. Från 2014 ingår församlingen i Huskvarna pastorat.

## Areal
Hakarps församling omfattade den 1 november 1975 (enligt indelningen 1 januari 1976) en areal av 36,5 kvadratkilometer, varav 36,0 kvadratkilometer land.

## Series pastorum
| Nummer | Tjänstgörande år | Namn                                 | Född             | Död                          | Övrigt |
| ------ | ---------------- | ------------------------------------ | ---------------- | ---------------------------- | --- |
| 1.     | 1568–1569        | Haqvinus Laurenti (Håkan Larsson)    | -                | 1569                         | Förste kyrkoherden i Hakarp                                                                                            |
| 2.     | 1569–1574        | Jöns J.                              | -                | -                            | |
| 3.     | 1574–1579        | Andreas Petri                        | -                | -                            | Flyttade till Skärstads församling                                                                                     |
| 4.     | 1579–1619        | Johannes Andreae                     | -                | -                            | |
| 5.     | 1619–1658        | Petrus Nicolai Dubb                  | -                | 1658                         | |
| 6.     | 1658–1682        | Nicolaus Ingemari Zeander            | -                | -                            | |
| 7.     | 1682–1711        | Laurentius J. Lillander              | -                | -                            | Under hans tid byggdes och invigdes den nya kyrkan samt flyttade prästgården till dess nuvarande plats                 |
| 8.     | 1712–1764        | Andreas Ståhl                        | 12 februari 1685 | 1764                         | |
| 9.     | 1764–1793        | Joachim Bergman                      | 7 juni 1718      | -                            | Blev häradsprost 1780                                                                                                  |
| 10.    | 1793–1850        | Johan Filén                          | -                | 2 maj 1850                   | Var häradsprost mellan 1826 och 1847                                                                                   |
| 11.    | 1851–1882        | Per August Almqvist                  | 1810             | 8 oktober 1882               | Blev prost 1856 och kontraktsprost 1877                                                                                |
| 12.    | 1883–1903        | Olof Henric Rogberg                  | 8 september 1827 | 15 mars 1903                 | Var vid sin utnämning till kyrkoherde även kyrkoherde i Nottebäcks församling och kontraktsprost i Uppvidinge kontrakt |
| 13.    | 1903–1923        | Knut (Curt) Anders Sandström         | 26 april 1847    | 20 juni 1932 (Växjö)         | Erhöll transport till Hakarp från Reftele församling, blev emeritus 1923                                               |
| 14.    | 1923–1953        | Ragnar Paulus Johan Mathias Lindstam | 22 januari 1884  | 16 november 1956 (Ljungarum) | Tillträdde som kyrkoherde 2 maj                                                                                        |
| 15.    | 1962–1970        | Harald Möllerström                   | 18 maj 1905      | 13 januari 1982 (Huskvarna)  | Blev kyrkoherde 1 januari                                                                                              |
| 16.    | 1970–1989        | Per-Axel Jonzon                      | 1 juni 1924      | 10 april 2010                | Blev kyrkoherde 1 november. Blev kontraktsprost 1983.                                                                  |
| 17.    | 1989–2013        | Conny Engkvist                       | 7 april 1955     |                              | Blev kyrkoherde 1 augusti 1989. Församlingsherde till 31 mars 2014.                                                    |
|        | 2014–            | Fredrik Spolander                    | 12 oktober 1966  |                              | Blev församlingsherde 18 augusti.                                                                                      |

| Nummer | Tjänstgörande år | Namn                   | Född              | Död              | Övrigt                             |
| ------ | ---------------- | ---------------------- | ----------------- | ---------------- | ---------------------------------- |
| 1.     | 1910–1917        | Job Simeon Sandelius   | 6 december 1871   | 28 december 1958 | Kyrkoherde i Skärstads församling  |
| 2.     | 1918–1920        | Otto Arvid Åstrand     | 11 december 1882  | 19 oktober 1963  | Kyrkoherde i Hälleberga församling |
| 3.     | 1921–1926        | Sven Emanuel Håkansson | 28 september 1892 | 3 april 1962     | Kyrkoherde i Kråksmåla församling  |
| 4.     | 1927–1944        | Karl-Henning Thunell   | 5 juli 1882       | 23 maj 1945      |                                    |
| 5.     | 1944–1961        | Josef Larsson          | 3 mars 1916       | 9 december 1996  |                                    |
| 6.     | 1988–2014        | Karin Grännö           | 18 april 1963     |                  | Till Dalvikskyrkan i Jönköping.    |

## Klockare, kantor och organister
| Ämbetstid | Namn           | Levnadstid | Övrigt                |
| --------- | -------------- | ---------- | --------------------- |
| 1764-1772 | Hans Hakberg   | 1721-1772  | Organist och klockare |
| 1772-1808 | Anders Hakberg | 1747-      | Organist och klockare |
| 1836-1845 | Johan Hagström | 1789-      | Organist och klockare |